# Ocupação da UERJ em 2024
Ocupação da UERJ em 2024 foi um protesto estudantil de grande repercussão ocorrido na Universidade do Estado do Rio de Janeiro (UERJ) entre 26 de julho e 20 de setembro de 2024. Desencadeada pela publicação do AEDA 038/2024, que implementou cortes e restrições nas principais bolsas e auxílios estudantis em meio a uma crise orçamentária, a mobilização resultou na ocupação de prédios, paralisação de aulas, forte polarização interna e retirada forçada pela polícia após decisão judicial. O evento suscitou intenso debate público sobre assistência estudantil, permanência, financiamento da educação pública e direitos à manifestação.

## Antecedentes e contexto
Entre 2023 e 2024, a UERJ enfrentou uma série de dificuldades financeiras e administrativas. Investigações sobre contratos milionários suspeitos vieram à tona em setembro de 2023, enquanto atrasos recorrentes no pagamento de bolsas e auxílios já traziam dificuldades a estudantes e servidores. No primeiro semestre de 2024, aumentaram os relatos de atrasos nos benefícios e dificuldades de locomoção e alimentação por parte de bolsistas. O sindicato Sintuperj ingressou com ação judicial visando o pagamento de auxílios de saúde e educação. Entidades e organizações políticas denunciaram, já em junho, a precarização dos auxílios e risco à permanência estudantil.

## O AEDA 038/2024 e o impacto dos cortes
Em julho de 2024, o Ato Executivo de Decisão Administrativa 038/2024 (AEDA 038) foi publicado, alterando significativamente o acesso à assistência estudantil. Entre as principais mudanças estiveram:
- Critério de renda da Bolsa de Apoio à Vulnerabilidade Social (BAVS) reduzido de 1,5 para 0,5 salário mínimo per capita[7];
- Auxílio-alimentação restrito aos campi sem restaurante universitário;
- Valor do auxílio material reduzido pela metade;
- Auxílio-creche com vagas limitadas a 1.300[8].

Segundo estimativa da reitoria, cerca de 1.200 a 1.400 alunos perderiam imediatamente o benefício. O movimento estudantil e entidades afirmaram que a política poderia impactar até 5 mil estudantes em consequência dos novos critérios e restrições. Relatos de evasão e de abandono dos cursos devido à impossibilidade de arcar com custos básicos passaram a ser comuns.

## Cronologia da ocupação

### Julho e início de agosto
O movimento iniciou-se com a ocupação da reitoria em 26 de julho. Estudantes mobilizados por corte nos auxílios e restrições orçamentárias bloquearam acessos e impediam atividades administrativas e acadêmicas. O protesto logo se expandiu para outros campi, como a Faculdade de Educação da Baixada Fluminense (FEBF) e a Faculdade de Formação de Professores (FFP)

### Agosto: escalada e suspensão das aulas
Em agosto, o impasse aumentou. Episódios de conflito entre estudantes e funcionários/universidade ocorreram, e o acesso ao campus foi bloqueado em diferentes datas. Situações de confronto direto, como no Pavilhão João Lyra Filho, ganharam repercussão. No fim do mês, a reitoria suspendeu as atividades presenciais, alegando insegurança e prejuízo acadêmico, decisão registrada oficialmente pelas unidades e docentes.
Ao longo de agosto e setembro, tentativas de acordo foram realizadas. A reitoria propôs medidas de transição (AEDAs 41, 42 e 43), novas bolsas e alternativas para reduzir o impacto das perdas — propostas rejeitadas em assembleias estudantis, que exigiam a revogação total do AEDA 038.

### Setembro: judicialização e uso de força policial
Com o prolongamento da ocupação e após manifestações contrárias, a reitoria ajuizou ação de reintegração de posse. A Justiça deferiu liminar determinando a saída em 24h e, em caso de descumprimento, autorizou o uso de força policial, definindo multa diária de R$ 10 mil e bloqueio de contas de líderes do movimento. Em 20 de setembro, o Batalhão de Choque executou a reintegração, com registro de prisões de estudantes e do deputado Glauber Braga (PSOL-RJ), além de relatos de uso de bombas de efeito moral e danos ao Centro Acadêmico de Filosofia (CAFIL) .

## Repercussão e posicionamentos
O episódio gerou intenso debate e partiu opiniões no interior da universidade e na sociedade:
- Reitoria e governo estadual: Defenderam os cortes como solução necessária à crise orçamentária e afirmaram buscar diálogo. A reitora reiterou que “estudantes cotistas não perderam nada” e que a prioridade deveria ser a manutenção de serviços essenciais[19].
- Movimento estudantil e setores de oposição: Criticaram a repressão policial e a mudança de critérios que teria excluído milhares de estudantes, defendendo o direito à assistência e a revogação dos cortes[9][20][21].
- Sociedade civil e partidos políticos: O governador Cláudio Castro (PL) se colocou contra a ocupação, afirmando que “a UERJ não pode pagar para alunos estudarem” e defendendo a necessidade dos cortes[22].
- Entidades e observadores: Organizações como Justiça Global denunciaram internacionalmente supostos abusos cometidos pelas forças de segurança durante a desocupação[23].

Após o fim da ocupação, o clima de polarização persistiu no campus e a universidade abriu apuração dos danos e das condutas dos envolvidos. Em março de 2025, novos protestos voltaram a ocorrer em razão de atrasos nos pagamentos de bolsas.